# Neil McCarthy
Neil McCarthy (Slough, 29 novembre 1974) è un ex rugbista a 15, allenatore di rugby a 15 e dirigente sportivo britannico, nazionale inglese, che militò nel ruolo di tallonatore in tre dei club più titolati d’Inghilterra, il Bath, il Gloucester e il Bristol.

## Biografia
Nato a Slough, nel Berkshire, McCarthy frequentò l'università di Bath, città dove ebbe il suo primo ingaggio nel rugby d'èlite a opera del club omonimo.
Il Bath fu anche il club per il quale McCarthy firmò il suo primo contratto professionistico nel 1996.
Ivi rimase una sola stagione, per poi passare al Gloucester, con il quale spese tre stagioni, nel corso delle quali si mise in luce a livello internazionale.
Già dal 1999, infatti, Clive Woodward aveva aggregato McCarthy alla Nazionale, inserendolo nella rosa dei convocati al Cinque Nazioni di quell'anno, e facendolo esordire da sostituto contro l'Irlanda; disputò un secondo incontro nell'estate seguente, un test contro gli Stati Uniti in preparazione della Coppa del Mondo di rugby 1999, alla quale prese parte come membro della rosa ufficiale, ma nel corso della quale non fu mai schierato.
Il terzo e ultimo incontro di McCarthy in Nazionale risale al Sei Nazioni 2000, contro l'Italia a Roma.
Nell'estate del 2000 McCarty si trasferì al Bristol e vi rimase 3 stagioni, fino alla retrocessione del club; passò quindi all'Orrell, club che vide il suo ritiro nel 2005 a causa di problemi fisici mai risolti.
Divenuto allenatore, fu ingaggiato da un club del Wiltshire delle serie minori, il Wootton Bassett, che aveva intenzione di passare dalla lotta per non retrocedere a quella per la promozione e per far ciò necessitava della guida di un professionista.
Dopo due stagioni in cui effettivamente McCarthy riuscì a portare il club alle soglie dei playoff per la promozione, questi annunciò che il lavoro per il quale era stato assunto era finito, e che il club aveva la struttura e la forza necessaria per competere ai vertici anche senza di lui, e tenendo fede alla dichiarazione d'inizio mandato circa il fatto che esso sarebbe durato al massimo due anni e rassegnò le dimissioni nel settembre 2007.
Dal novembre 2008 McCarthy è il direttore dell'Accademia giovanile del rugby del Leicester Tigers.